# Terpsiphone cinnamomea
Terpsiphone cinnamomea là một loài chim trong họ Monarchidae.